# Тонга на літніх Олімпійських іграх 2016
Тонга на літніх Олімпійських ігор 2016 була представлена 7 спортсменами у 4 видах спорту. Жодної медалі олімпійці Тонгу не завоювали.

## Спортсмени
| Дисципліна      | Чоловіки | Жінки | Разом |
| --------------- | -------- | ----- | ----- |
| Стрільба з лука | 1        | 1     | 2     |
| Легка атлетика  | 1        | 1     | 2     |
| Плавання        | 1        | 1     | 2     |
| Тхеквондо       | 1        | 0     | 1     |
| Разом           | 4        | 3     | 7     |

## Стрільба з лука
| Спортсмен        | Дисципліна                        | Попередній раунд | Попередній раунд | 1/32 фіналу              | 1/16 фіналу        | 1/8 фіналу         | Чвертьфінали       | Півфінали          | Фінал / БМ         | Фінал / БМ       |
| Спортсмен        | Дисципліна                        | Результат        | Сіяний           | Суперник Результат       | Суперник Результат | Суперник Результат | Суперник Результат | Суперник Результат | Суперник Результат | Місце            |
| ---------------- | --------------------------------- | ---------------- | ---------------- | ------------------------ | ------------------ | ------------------ | ------------------ | ------------------ | ------------------ | ---------------- |
| Арне Дженсен     | індивідуальна першість (чоловіки) | 604              | 61               | van den Berg (NED) L 3–7 | Завершив виступ    | Завершив виступ    | Завершив виступ    | Завершив виступ    | Завершив виступ    | Завершив виступ  |
| Лусітанія Татафу | індивідуальна першість (жінки)    | 559              | 63               | Chang H-j (KOR) L 0–6    | Завершила виступ   | Завершила виступ   | Завершила виступ   | Завершила виступ   | Завершила виступ   | Завершила виступ |

## Легка атлетика
Легенда
- Note – для трекових дисциплін місце вказане лише для забігу, в якому взяв участь спортсмен
- Q = пройшов у наступне коло напряму
- q = пройшов у наступне коло за добором (для трекових дисциплін - найшвидші часи серед тих, хто не пройшов напряму; для технічних дисциплін - увійшов до визначеної кількості фіналістів за місцем якщо напряму пройшло менше спортсменів, ніж визначена кількість)
- NR = Національний рекорд
- N/A = Коло відсутнє у цій дисципліні
- Bye = спортсменові не потрібно змагатися у цьому колі

Трекові і шосейні дисципліни
| Спортсмен       | Дисципліна                   | Попередній забіг | Попередній забіг | Чвертьфінал      | Чвертьфінал      | Півфінал         | Півфінал         | Фінал            | Фінал            |
| Спортсмен       | Дисципліна                   | Результат        | Місце            | Результат        | Місце            | Результат        | Місце            | Результат        | Місце            |
| --------------- | ---------------------------- | ---------------- | ---------------- | ---------------- | ---------------- | ---------------- | ---------------- | ---------------- | ---------------- |
| Сьюені Філімоне | біг на 100 метрів (чоловіки) | 10.76            | 2 Q              | DNS              | DNS              | Завершив виступ  | Завершив виступ  | Завершив виступ  | Завершив виступ  |
| Taina Halasima  | біг на 100 метрів (жінки)    | 12.80            | 6                | Завершила виступ | Завершила виступ | Завершила виступ | Завершила виступ | Завершила виступ | Завершила виступ |

## Плавання
| Спортсмен     | Дисципліна                       | Попередній заплив | Попередній заплив | Півфінал         | Півфінал         | Фінал            | Фінал            |
| Спортсмен     | Дисципліна                       | Час               | Місце             | Час              | Місце            | Час              | Місце            |
| ------------- | -------------------------------- | ----------------- | ----------------- | ---------------- | ---------------- | ---------------- | ---------------- |
| Аміні Фонуа   | 100 метрів брасом (чоловіки)     | 1:06.40           | 45                | Завершив виступ  | Завершив виступ  | Завершив виступ  | Завершив виступ  |
| Ірен Прескотт | 50 метрів вільним стилем (жінки) | 28.68             | 61                | Завершила виступ | Завершила виступ | Завершила виступ | Завершила виступ |

## Тхеквондо
| Спортсмен       | Категорія              | 1/8 фіналу               | Чвертьфінали       | Півфінали          | Втішний поєдинок   | Фінал / БМ         | Фінал / БМ      |
| Спортсмен       | Категорія              | Суперник Результат       | Суперник Результат | Суперник Результат | Суперник Результат | Суперник Результат | Місце           |
| --------------- | ---------------------- | ------------------------ | ------------------ | ------------------ | ------------------ | ------------------ | --------------- |
| Піта Тауфатофуа | понад 80 кг (чоловіки) | Мардані (IRI) L 1–16 PTG | Завершив виступ    | Завершив виступ    | Завершив виступ    | Завершив виступ    | Завершив виступ |